# 光昭 (呼出)
光昭（みつあき、1975年（昭和50年）1月31日 - ）は、大相撲の幕内呼出である。本名は金井 光昭（かない みつあき）。埼玉県本庄市出身。鳴戸部屋→田子ノ浦部屋所属。血液型はO型。

## 履歴
- 1990年3月場所 - 初土俵。
- 1994年7月場所 - 呼出の番付制導入により、序二段呼出となる。
- 1996年1月場所 - 三段目呼出に昇進。
- 2001年1月場所 - 幕下呼出に昇進。
- 2002年9月場所 - 十両呼出に昇進。
- 2022年1月場所 - 幕内呼出に昇進。